# Rio Jauaperí
Le rio Jauaperi est une rivière du Brésil. Elle coule au sud de l'État de Roraima et traverse les villes de Caroebe, São João da Baliza, São Luís et Rorainópolis. Elle conflue dans le rio Negro après 530 kilomètres de cours.

## Source
- (pt) Cet article est partiellement ou en totalité issu de l’article de Wikipédia en portugais intitulé « Rio Jauaperi » (voir la liste des auteurs).

- Notices d'autorité :   - VIAF